# Stan Drake
Stanley Albert Drake (New York, 9 novembre 1921 – 10 marzo 1997) è stato un fumettista statunitense.
È noto soprattutto come artista fondatore del fumetto The Heart of Juliet Jones .
Nato nel quartiere di New York, Brooklyn, il giovanissimo Drake comincia a lavorare nel retro di un camion di ciambelle Dugan (Dugan's Donut) per uno stipendio di un dollaro al giorno. Mentre era al liceo, all'età di 17 anni, ha contribuito ai disegni dei fumetti: Popular Detective, Popular Sports e altri pulp. Entrato nel campo dei fumetti come artista, letterista e scrittore, divenne amico del fumettista Bob Lubbers, che in seguito gli suggerì di disegnare fumetti sui giornali.
Ha studiato per due anni alla Art Students League di New York. Nell'area dell'Oceano Pacifico durante la seconda guerra mondiale, ha svolto attività di PR per il giornale delle forze armate Stars and Stripes. Ritornato alla vita civile, si dedicò alla pubblicità, dirigendo infine uno studio con 12 illustratori.

## Fumetti
Juliet Jones, storia creata nel 1953 da Drake e dallo scrittore Elliot Caplin, era un fumetto in strisce, drammatico disegnato da Drake in uno stile naturalistico. Drake, i cui assistenti includevano Tex Blaisdell e Frank McLaughlin, rimase sulla striscia fino al 1989, quando gli successe Frank Bolle. Il disegnatore di fumetti Larry Lieber ha affermato che Drake ha avuto la maggiore influenza sul suo lavoro.
Nel 1984 Drake ha sostituito Mike Gersher come artista sul fumetto Blondie (scritto da Dean Young), e ha continuato a disegnare la striscia fino alla sua morte. Il suo assistente su Blondie era Denis Lebrun.

## Belle Arti
Fu un prolifico pittore e realizzò ritratti di oltre 40 vignettisti, opere esposte al Comic Artist's Museum di Sarasota, in Florida.

## Fumetti
Stan Drake ha disegnato fumetti per Marvel Comics come The Pitt . A livello internazionale, è noto per le opere d'arte della serie di graphic novel di Kelly Green su una giovane vedova che combatte il crimine come una eroina d'azione. Questa serie è stata scritta dallo sceneggiatore Leonard Starr. È stato serializzato sulla rivista Pilote in bianco e nero prima di essere raccolto in album a colori dalla società francese Dargaud International Publishing. Essendo un appassionato giocatore di golf, Drake ha creato inoltre illustrazioni per Golf Digest e il libro The Touch System for Better Golf .

## Premi
Ha ottenuto un riconoscimento dalla National Cartoonists Society con il loro Story Comic Strip Award (1969, 1970, 1972) per il fumetto The Heart of Juliet Jones .

## Salute
Drake fu un passeggero durante l'incidente automobilistico del settembre 1956 che uccise il suo amico e collega fumettista Alex Raymond (noto creatore di Flash Gordon e Rip Kirby) e rimase gravemente ferito, con una spalla rotta che gli impedì di fare i fumetti durante la sua guarigione; inoltre entrambe le sue orecchie erano state strappate via ed ebbero bisogno di essere ricucite chirurgicamente. Inoltre, Drake nella sua infanzia aveva una condizione congenita tale che le ossa del cranio non si fondevano correttamente.